# Czartoszowy
Czartoszowy – wieś w Polsce położona w województwie świętokrzyskim, w powiecie kieleckim, w gminie Łopuszno.
| SIMC    | Nazwa      | Rodzaj    |
| ------- | ---------- | --------- |
| 0992711 | Folwark    | część wsi |
| 0992728 | Stara Wieś | część wsi |

W latach 1975–1998 miejscowość administracyjnie należała do województwa kieleckiego.
W wieku XIX Czartoszowy występują  jako folwark w gminie Łopuszno